# محمد بن نايف بن عبد العزيز آل سعود

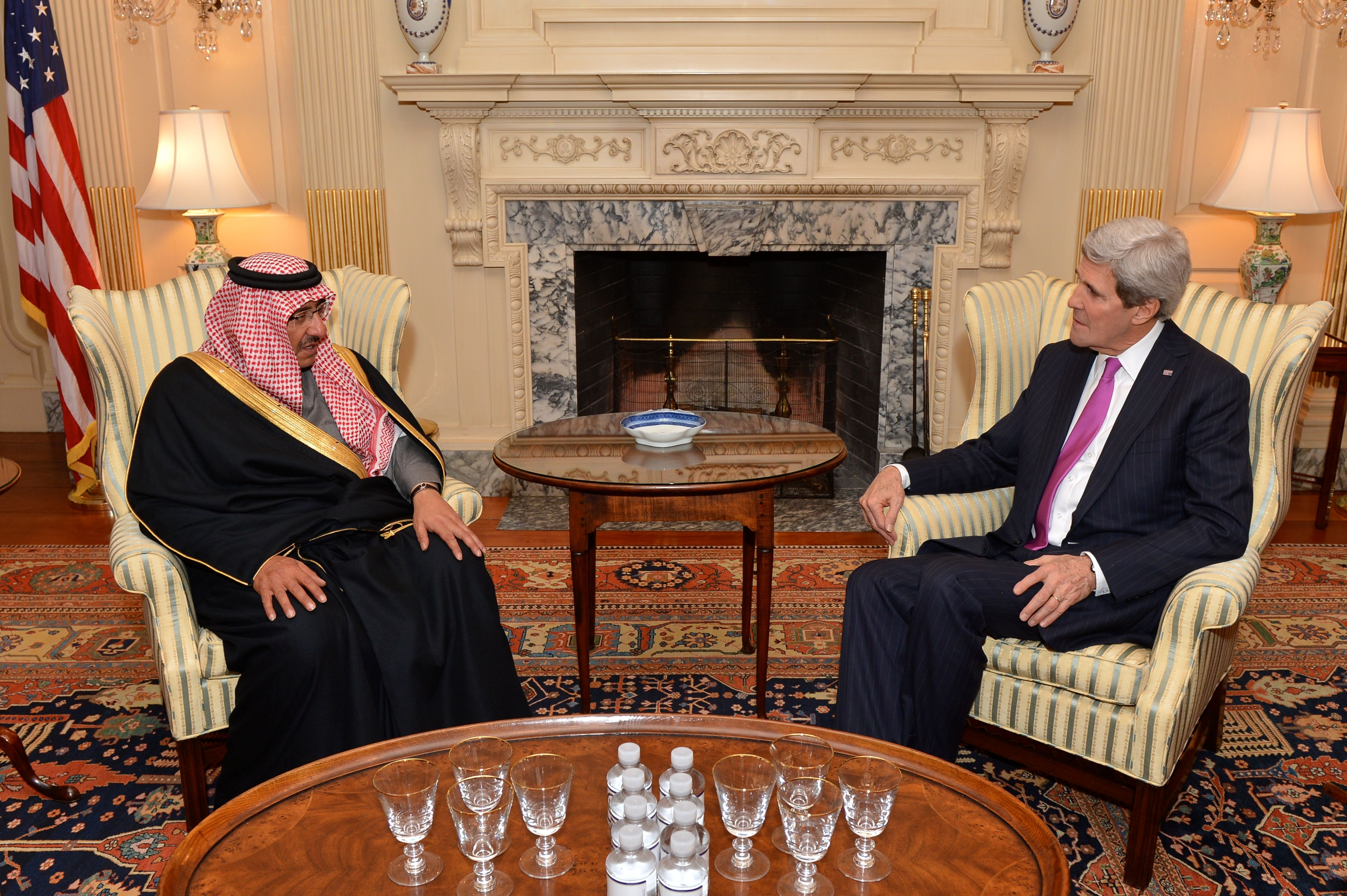
ولي العهد السعودي السابق الأمير محمد بن نايف بن عبد العزيز آل سعود في مباحثات مع وزير الخارجية الأمريكي جون كيري في البيت الأبيض

محمد بن نايف بن عبد العزيز آل سعود (25 صفر 1379 هـ / 30 أغسطس 1959م)، أمير سعودي كان يشغل منصب وليّ العهد ونائب رئيس مجلس الوزراء وزير الداخلية بالمملكة العربية السعودية حتى إعفائه في 21 يونيو 2017.
الأمير محمد هو أحد أبناء الأمير نايف بن عبد العزيز آل سعود ولي العهد السعودي الأسبق من زوجته الأميرة الجوهرة بنت عبد العزيز بن مساعد بن جلوي. جده من أبيه هو الملك عبد العزيز آل سعود ملك المملكة العربية السعودية، وجده من أمه هو الأمير عبد العزيز بن مساعد بن جلوي آل سعود أمير منطقة حائل سابقاً، وأخواله هم: الأمير عبد الله بن عبد العزيز بن مساعد آل سعود أمير منطقة الحدود الشمالية سابقا والأمير جلوي بن عبد العزيز بن مساعد بن جلوي آل سعود أمير منطقة نجران حالياً، وهو أول حفيد للملك عبد العزيز يصبح ولياً للعهد، وصفته شبكة إم إس إن بي سي (MSNBC) الأمريكية بجنرال الحرب على الإرهاب.

## نسبه
محمد بن نايف بن الملك عبد العزيز بن الإمام عبدالرحمن بن الإمام فيصل بن الإمام تركي بن عبد الله بن الإمام محمد بن الأمير سعود الأوّل.

## نشأته وتعليمه
- ولد بجدة بتاريخ 25 صفر 1379 هـ الموافق 30 أغسطس 1959م.
- درس في مراحل التعليم الابتدائية والمتوسطة والثانوية بمعهد العاصمة النموذجي في الرياض، ثم درس العلوم السياسية بالولايات المتحدة عام 1401 هـ الموافق عام 1981 لكنه لم يحصل على درجة علمية حسب تصريح كلية لويس آند كلارك.[6]
- اكتسب من والده ومن بيئة الحكم والسياسة المزيد من الخبرات السياسية والإدارية والاتصال، كما أكسبه ذلك معرفة متعمقة بالشأن العام والتواصل مع المواطنين ورجال الفكر والسياسة والدبلوماسية الذين يلتقون بوالده في مجالسه العامة والخاصة، وخلال زياراته الخارجية لمختلف دول العالم.[7] كما خاض عدة دورات عسكرية متقدمة داخل وخارج المملكة تتعلق بمكافحة الإرهاب.
- عمل في القطاع الخاص قبل التحاقه بالعمل الرسمي والذي انتهت صلته بهذا القطاع عام 1419هـ. وأضاف العمل الخاص لسموه تجربة ثرية في المجال الاقتصادي والمالي والتجاري على الصعيد الداخلي والخارجي، كما تنوعت مهاراته الاتصالية من خلال تعاملاته مع مختلف العاملين في هذه المجالات الحيوية والمؤثرة في شؤون الدولة والأفراد.

## مناصبه ومهماته
- بتاريخ 27 محرم 1420هـ الموافق 13 مايو 1999م صدر أمر ملكي من الملك فهد بتعيينه مساعداً لوزير الداخلية للشؤون الأمنية بالمرتبة الممتازة، وبتاريخ 4 جمادى الآخرة 1425هـ الموافق 22 يوليو 2004م، صدر أمر ملكي بترقيته إلى مرتبة وزير.[8]
- بتاريخ 7 رجب 1420 هـ الموافق 16 أكتوبر 1999، صدرت موافقة سمو ولي العهد نائب رئيس مجلس الوزراء رئيس الحرس الوطني الأمير عبدالله بن عبدالعزيز آل سعود على ضم سموه لعضوية المجلس الأعلى للإعلام.
- بتاريخ 20 ذو الحجة 1433هـ الموافق لـ5 نوفمبر 2012م، صدر أمر ملكي بتعيينه وزيراً للداخلية.[9]
- قلده العاهل السعودي الملك فهد بن عبدالعزيز آل سعود وشاح الملك فيصل لإدارته لعملية اقتحام الطائرة الروسية المختطفة في مطار الأمير محمد بن عبد العزيز الدولي بالمدينة المنورة وإنقاذ ركابها وذلك بتاريخ 8/4/1422هـ الموافق 6/3/2001م.
- وشاح الملك عبد العزيز من الطبقة الأولى تقديراً لما أظهره من تميز في مجال عمله وذلك بتاريخ 16 رمضان 1430 هـ الموافق 6/9/2009.
- عضو في الهيئة الوطنية لمكافحة المخدرات المشكلة بالقرار الوزاري رقم 160 في 6/7/1427هـ الموافق 1/8/2006م.
- عضو في اللجنة الدائمة للمجلس الاقتصادي الأعلى بتاريخ 28/11/1430هـ الموافق 16/11/2009م.
- نائب رئيس الهيئة العليا لجائزة نايف بن عبد العزيز آل سعود العالمية للسنة النبوية والدراسات الإسلامية المعاصرة.
- الرئيس الفخري لمجلس وزراء الداخلية العرب.
- الرئيس الفخري ورئيس مجلس إدارة جامعة نايف العربية للعلوم الأمنية.
- رئيس لجنة الحج العليا.
- رئيس الهيئة العليا للأمن الصناعي.
- رئيس المجلس الأعلى للدفاع المدني.
- الرئيس الفخري للجمعية الوطنية للمتقاعدين.
- رئيس اللجنة الوطنية لمكافحة المخدرات.
- الرئيس الفخري للجنة الوطنية السعودية لرعاية السجناء والمفرج عنهم وأسرهم «تراحم».
- رئيس المجلس الأعلى لكلية الملك فهد الأمنية.
- الراعي لكرسي محمد بن نايف للسلامة المرورية.
- أنشأ مركز الأمير محمد بن نايف للمناصحة.
- أشرف على العديد من اللجان والحملات الإغاثية السعودية لمساعدة الشعوب المتضررة في فلسطين، والصومال، وسوريا، وشرق آسيا، وأفغانستان، وباكستان، ولبنان.
- أشرف على تنفيذ خطط واستراتيجيات مكافحة الإرهاب ومواجهة أعماله بكل عزيمة واقتدار وحقق بذلك نجاحا حظي بتقدير الجميع محليا، وإقليميا، وعالميا، وقدم تجربة سعودية متميزة في مجال مكافحة الإرهاب أفادت منها دول عالمية عديدة.
- تعرض في مواجهاته الحازمة لمكافحة الإرهاب إلى محاولات اغتيال عديدة من قبل تنظيم القاعدة، ونجا منها.
- شارك في مؤتمرات ولقاءات أمنية عديدة خارج المملكة، كما قام بالعديد من الزيارات الرسمية لعدد من الدول في مهمات ذات صلة بالشؤون الأمنية ومكافحة الإرهاب.
- قاد عملية تطوير وتحديث شاملة لقطاعات وزارة الداخلية وفق متطلبات العمل الأمني وتعزيز قدرات الأجهزة الأمنية ورفع كفاءة عملها.

### لجان المناصحة
أول من أسس لجان المناصحة بالمملكة والخليج العربي، والتي تعيد تأهيل الأشخاص الذين تورطوا بالانضمام للجماعات الإرهابية، وقد حظيت فكرته بانتشار واسع عالمي حاز على استحسان العالم الغربي. حيث يتوجه جهد مركز الأمير محمد بن نايف للمناصحة والرعاية إلى الذين قُبِضَ عليهم في قضايا إرهابية وأصحاب الفكر المتطرف، حيث أُخْضِعُوا لدورات تعليمية تتضمن برامج شرعية ودعوية ونفسية واجتماعية وقانونية بهدف تخليصهم من الأفكار المتطرفة التي يحملونها، وبعد ذلك تقوم الجهات المعنية بالإفراج عن المتخرجين من الدورات ممن لم يتورطوا في قضايا التفجيرات بشكل مباشر.

## ولايته للعهد

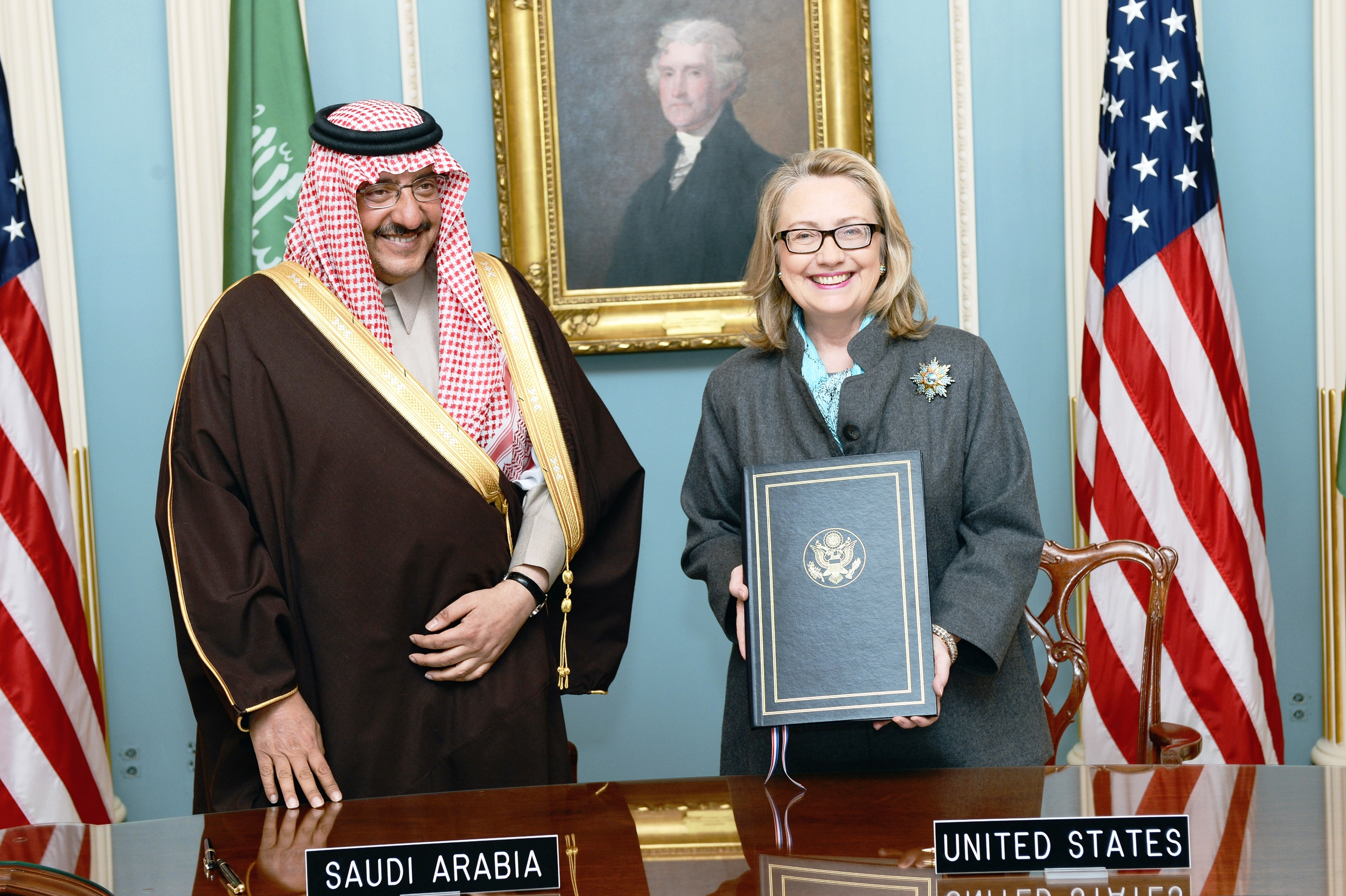
الأمير محمد بن نايف آل سعود مع وزيرة الخارجية الأمريكية هيلاري كلينتون

- في 3 ربيع الثاني 1436 هـ الموافق لـ23 يناير 2015م، صدر أمر ملكي باختياره ولياً لولي العهد وتعيينه نائباً ثانياً لرئيس مجلس الوزراء وزيراً للداخلية.[10]
- وفي 9 ربيع الثاني 1436 هـ الموافق لـ29 يناير 2015م، صدر أمر ملكي بإنشاء مجلس الشؤون السياسية والأمنية وتعيينه رئيساً للمجلس.[11]
- في 10 رجب 1436 هـ الموافق لـ29 أبريل 2015م، صدر أمر ملكي باختياره ولياً للعهد وتعيينه نائباً لرئيس مجلس الوزراء وزيراً للداخلية ورئيساً لمجلس الشؤون السياسية والأمنية.[12]
- في 26 رمضان 1438هـ، الموافق ل 21 يونيو 2017 صدر أمر ملكي بإعفائه من ولاية العهد ومن منصبه نائباً لرئيس مجلس الوزراء ومن منصب وزير الداخلية.[3]

## الملف السوري
سحب العاهل السعودي الملك عبد الله بن عبد العزيز آل سعود إدارة الملف السوري من رئيس المخابرات السعودية الأمير بندر بن سلطان، بعد أن وجهت انتقادات حادة لإدارة الأمير بندر لملف إسقاط نظام الأسد و حزب البعث، وسُلِّمَ الملف إلى الأمير محمد بن نايف وبات هو المسؤول الأساسي عنه.

## محاولة اغتياله
تعرض في 6 رمضان 1430 هـ الموافق 27 أغسطس 2009 لمحاولة اغتيال من قبل مطلوب زعم إنه يرغب بتسليم نفسه، كان مساعد وزير الداخلية للشؤون الأمنية الأمير محمد بن نايف بن عبد العزيز آل سعود في مكتبه الكائن في قصره بجدة حيث قام الشخص المطلوب بتفجير نفسه بواسطة هاتف جوال وتناثر جسده إلى أشلاء، وأصيب الأمير بجروح طفيفة. وقد أعلن تنظيم القاعدة في جزيرة العرب مسؤوليته عن الهجوم في رسالة بثتها منتديات إرهابية على الإنترنت.

## ميدالية جورج تينت

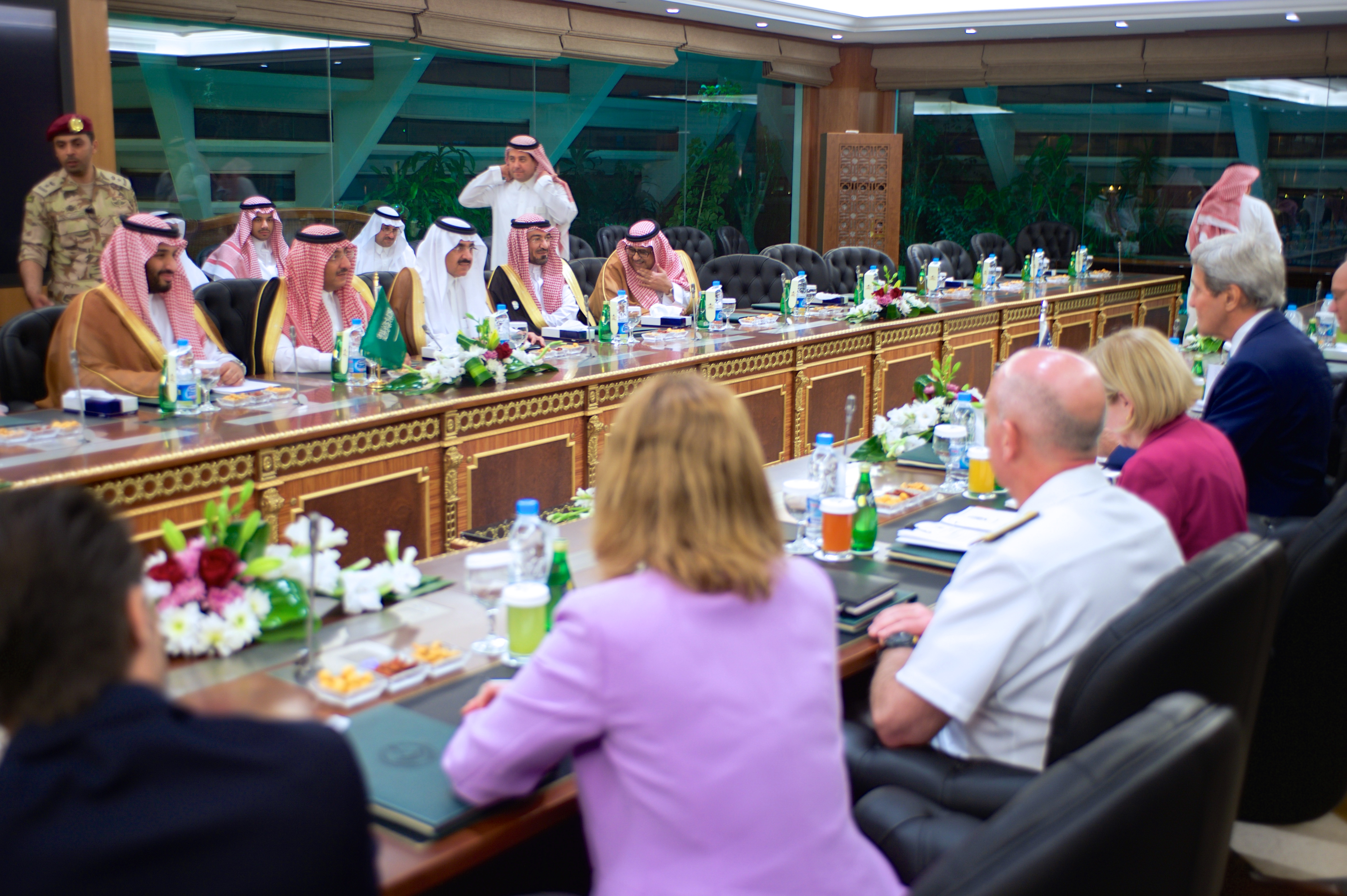
ولي العهد السعودي الأمير محمد بن نايف آل سعود يرأس اجتماعا مع الجانب الأمريكي

كرم مدير وكالة الاستخبارات الأمريكية CIA مايك بومبيو ولي العهد السعودي الأمير محمد بن نايف بن عبد العزيز آل سعود بميدالية «جورج تينيت» من وكالة المخابرات المركزية، نظير جهود الأمير محمد بن نايف الاستخباراتية المتميزة في مكافحة الإرهاب وكان هذا أول تأكيد على العلاقات بين السعودية والولايات المتحدة منذ تولى الرئيس الأمريكي دونالد ترامب منصبه في كانون الثاني / يناير 2017.

## إعفائه من ولاية العهد
صدر أمر ملكي بإعفائه من ولاية العهد ومنصب وزير الداخلية ومن جميع مناصبه في 21 يونيو 2017، وعين بدلاً منه في ولاية العهد الأمير محمد بن سلمان بن عبد العزيز آل سعود.

## الأسرة
متزوج من الأميرة ريما بنت سلطان بن عبد العزيز آل سعود، وله من البنات:
- الأميرة سارة بنت محمد بن نايف بن عبد العزيز آل سعود. كانت متزوجة من الأمير سعود بن فهد بن عبد الله بن محمد بن سعود الكبير، ولها من الأبناء الأمير عبد الله.
- الأميرة لولوة بنت محمد بن نايف بن عبد العزيز آل سعود. متزوجة من الأمير نايف بن تركي بن عبد الله بن عبد الرحمن آل سعود،[18] ولها من الأبناء الأمير تركي.